# Metadioxys formosa
Metadioxys formosa là một loài ong trong họ Megachilidae. Loài này được Morawitz miêu tả khoa học lần đầu tiên vào năm 1875.